# Péter Balázs (político)
Péter Balázs (Kecskemét, 1941) es un político húngaro. 
Se graduó en la Escuela de Economía de Budapest en 1963 y el 1 de mayo de 2004 entró a formar parte de la Comisión Europea liderada por Romano Prodi, al entrar su país en la Unión Europea. Hasta el 21 de noviembre de 2004 ocupó el puesto de comisario europeo de Política Regional. Con la nueva comisión formada por José Manuel Durão Barroso Balázs dejó su cargo, siendo sucedido como comisario húngaro por László Kovács y en su puesto por Danuta Hübner.
Fue ministro de Asuntos Exteriores de 2009 a 2010. Durante su mandato criticó duramente la ley de idiomas de Eslovaquia, por considerar que discriminaba a la minoría húngara en ese país, comparándola con la política lingüística del dictador Nicolae Ceaușescu.